# Video Encoded Invisible Light
Video Encoded Invisible Light, abgek. VEIL (veil engl. Schleier, Verschleierung), ist ein Kopierschutzverfahren für bewegte Bilder, welches das Abfilmen von urheberrechtlich geschützten Spielfilmen von einem Monitor verhindern soll. Es wurde 2012 überlegt, VEIL bei HD-Filmen auf HD DVDs und Blu-ray Discs einzusetzen.
Das Funktionsprinzip beruht auf speziellen, für das menschliche Auge praktisch unsichtbar versteckten Bildmarkierungen (Luminanzsignal) und sieht u. a. vor, dass sämtliche Videokameras künftiger Generationen ihre aufgenommenen Bildinformationen in einem festeingebetteten Chip permanent auf jene signifikanten Markierungen hin überprüfen; wird eine solche Markierung erkannt, würde die Kamera die Aufnahme bzw. Datenausgabe verweigern.
Dies setzt voraus, dass sich alle Hersteller von Videokameras weltweit einer entsprechenden Selbstverpflichtung unterwerfen und alle Kameras entsprechend ausstatten würden. Eine analoge Vorgehensweise wurde auch beim Kopierschutz von Geldscheinen über bestimmte Muster in Kombination mit Hardware- und Softwaremechanismen angestrebt. Ein einziges Modell weltweit, das nicht den Schutzmechanismus implementiert hat, reicht theoretisch jedoch bereits aus, um das Schutzkonzept zu unterlaufen und den Schutz wirkungslos werden zu lassen. Die Ausweitung des Open-Source-Gedankens von Software weg auch in Richtung Hardware und Maschinen würde hier entscheidenden Einfluss auf die Unwirksamkeit des Verfahrens haben.